# Melekeok F.C.
Melekeok FC là một câu lạc bộ bóng đá Palau thi đấu ở Giải bóng đá vô địch quốc gia Palau, giải bóng đá cấp độ cao nhất ở Palau, tại mùa giải 2009, khi đội bóng giành chức vô địch. Vì các ghi nhận rời rạc nên không rõ có bao nhiêu mùa giải đội bóng đã tham gia.